# Latrodectus katipo
El katipō o viuda negra neozelandesa (Latrodectus katipo) es una especie de araña en peligro de extinción originaria de Nueva Zelanda. Es una de las muchas especies del género Latrodectus, como la araña de espalda roja australiana (Latrodectus hasselti) y la viuda negra norteamericana. Esta especie es venenosa para el ser humano y puede provocar mordeduras potencialmente peligrosas. Es una araña de tamaño pequeño a mediano, y la hembra tiene un cuerpo redondo del tamaño de un guisante de color negro o marrón. Las hembras de katipō rojo que se encuentran en la Isla Sur y la mitad inferior de la Isla Norte, son siempre negras, y su abdomen tiene una distintiva franja roja bordeada de blanco. En las hembras de katipō negro que se encuentran en la mitad superior de la Isla Norte, esta franja está ausente, es pálida, amarilla o se sustituye por manchas de color crema. Anteriormente se pensaba que estas dos formas eran especies separadas. El macho es mucho más pequeño que la hembra y de aspecto muy diferente: blanco con rayas negras y marcas rojas en forma de diamante. Los Katipō viven principalmente en las dunas de arena cercanas a la orilla del mar. Se encuentran en la mayor parte de la costa de Nueva Zelanda, excepto en el extremo sur y oeste. Se alimentan principalmente de insectos que viven en el suelo, atrapados en una red irregular tejida entre las plantas de las dunas u otros desechos.
Tras aparearse en agosto o septiembre, la hembra katipō produce cinco o seis sacos de huevos en noviembre o diciembre. Las crías eclosionan en enero y febrero y se dispersan por las plantas circundantes. Debido a la pérdida de hábitat y a la colonización de su hábitat natural por otras arañas exóticas, el katipō está amenazado de extinción.
Una mordedura de katipō produce el síndrome tóxico latrodectismo; los síntomas incluyen dolor extremo y, potencialmente, hipertensión, convulsiones o coma. Las mordeduras son poco frecuentes, existe un antiveneno y no se ha registrado ninguna muerte desde 1923. El katipō es particularmente notable en Nueva Zelanda, ya que el país carece casi por completo de fauna autóctona peligrosa; este estatus único significa que la araña es bien conocida, a pesar de que rara vez se ve.

## Taxonomía
Aunque el 'kātĕpo' fue reportado a la Sociedad Linneana ya en 1855, la araña fue descrita formalmente como Latrodectus katipo por L. Powell en 1870. Las arañas del género Latrodectus tienen una distribución mundial e incluyen todas las arañas viuda comúnmente conocidas: la araña viuda negra norteamericana (Latrodectus mactans), la viuda parda (Latrodectus geometricus) y la viuda negra europea (Latrodectus tredecimguttatus). El pariente más cercano del katipō es la araña australiana de espalda roja (Latrodectus hasseltii). Anteriormente se pensaba que Latrodectus katipo y L. atritus (katipō negro) eran dos especies separadas, pero la investigación ha demostrado que son una sola especie, L. katipo, con una variación de color que es clinal sobre la latitud y se correlaciona con la temperatura media anual. El katipō está tan estrechamente relacionado con la espalda roja que en un momento se pensó que era una subespecie, con el nombre propuesto Latrodectus hasseltii katipo. Investigaciones posteriores han demostrado que el katipō es distinto del dorsirrojo, con ligeras diferencias estructurales y sorprendentes diferencias en la preferencia de hábitat, y sigue siendo una especie distinta. La familia Theridiidae del katipō tiene un gran número de especies tanto en Nueva Zelanda como en todo el mundo. Se las conoce comúnmente como arañas de tela enredada, arañas de telaraña o arañas de patas peinadas.
El nombre común katipō (singular y plural), a menudo deletreado «katipo», procede del maorí «aguijón nocturno», derivado de las palabras kakati (aguijón) y pō (la noche). Al parecer, este nombre se dio a la especie debido a la creencia maorí de que las arañas pican por la noche. Otros nombres comunes son katipō rojo, katipō negro y espalda roja de Nueva Zelanda.

## Descripción
La katipō es una araña de tamaño pequeño a mediano. La hembra madura tiene un tamaño corporal de unos 8 milímetros (0,31 pulgadas) con una envergadura de patas de hasta 32 milímetros (1,3 pulgadas). La hembra del katipō rojo, que se encuentra en la Isla Sur y en la parte baja de la Isla Norte, tiene un gran abdomen negro y globoso, del tamaño de un guisante de jardín, con patas delgadas y una franja naranja o roja con bordes blancos en el dorso que va desde la superficie superior del abdomen hasta las hileras. El abdomen negro aterciopelado se describe como satinado o sedoso, en lugar de brillante. La parte inferior del abdomen es negra y presenta una mancha roja o una marca parcial roja en forma de reloj de arena. Tiene las patas principalmente negras con las extremidades cambiando a marrón. La hembra de katipō negro, que se encuentra en la parte superior de la Isla Norte, no tiene una franja roja en la parte superior del cuerpo, y la coloración abdominal suele ser más clara, pero por lo demás es muy similar en apariencia al katipō rojo. El patrón de reloj de arena en la parte inferior del abdomen también puede ser menos distintivo, perdiendo la sección central, e incluso puede estar ausente. También existen variaciones en las que el abdomen, el cefalotórax o el cuerpo entero son de color marrón, a veces con una raya roja o amarilla opaca, o manchas de color crema en su parte superior. En un momento se pensó que estas diferentes formas eran especies diferentes, pero un estudio de 2008 demostró que eran diferentes morfos de la misma especie.

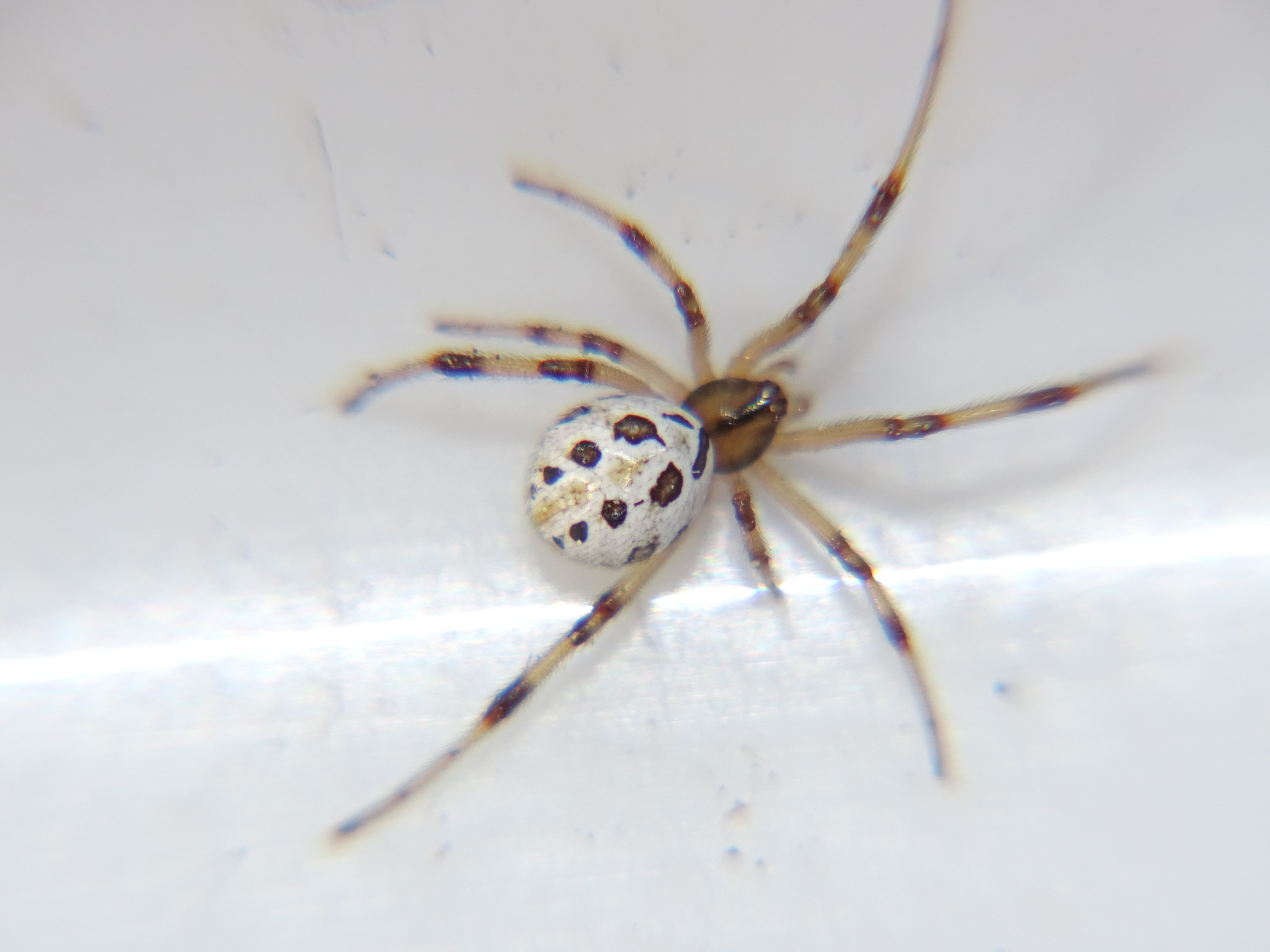
Una araña katipō juvenil

Los machos adultos y los jóvenes tienen un aspecto muy diferente al de las hembras. Son más pequeños, aproximadamente una sexta parte del tamaño de una hembra adulta. Los juveniles tienen un caparazón marrón, con un abdomen predominantemente blanco que tiene una serie de diamantes rojo-anaranjados a lo largo de la región dorsal bordeados a ambos lados por líneas negras irregulares. Los machos conservan esta coloración hasta la edad adulta. Debido a su tamaño mucho más pequeño, Urquhart (1886) creyó que el macho era una especie separada y lo llamó Theridion melanozantha, lo que no se rectificó hasta 1933, cuando se identificó correctamente como el macho Latrodectus katipo.

## Hábitat

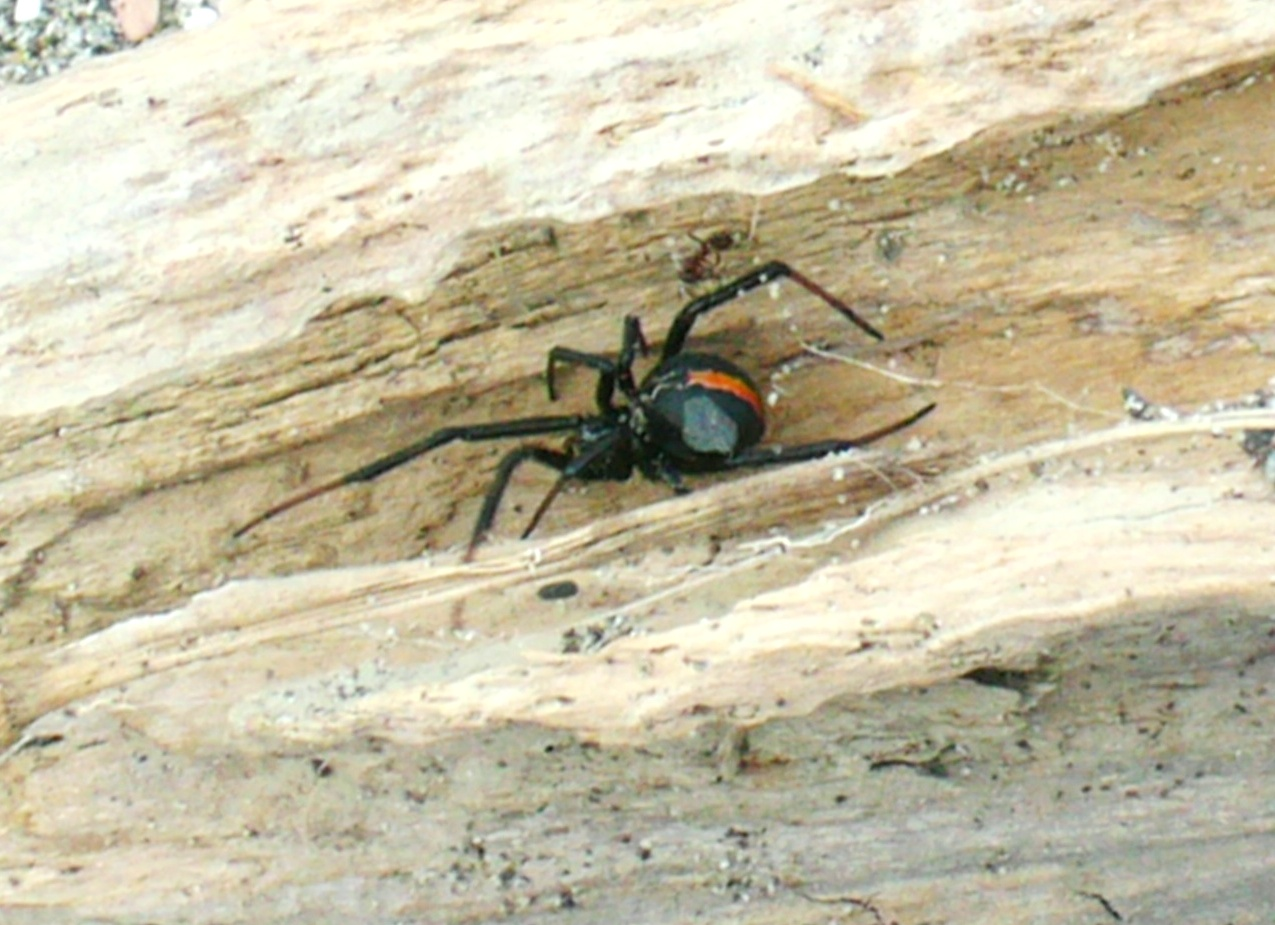
Una araña katipō bajo un trozo de madera a la deriva

El katipō está restringido a un hábitat muy especializado y solo se encuentra cerca de la orilla del mar entre dunas de arena. Por lo general, residen en el lado de tierra de las dunas más cercanas a la costa, donde están más protegidos de las tormentas y del movimiento de la arena. A veces pueden asociarse a dunas situadas a varios kilómetros del mar cuando estas dunas se extienden tierra adentro durante largas distancias.
Las telarañas suelen establecerse en plantas de dunas de bajo crecimiento y otra vegetación como el pīngao nativo (Ficinia spiralis) o la introducida hierba marram (Ammophila arenaria). También pueden construir sus telarañas bajo madera flotante, piedras u otros desechos como latas o botellas vacías. Las telarañas casi siempre se construyen sobre arena abierta y cerca del suelo para atrapar insectos rastreros como alimento. Las arañas que habitan en las dunas construyen sus telarañas en espacios abiertos entre los mechones de hierba, mientras que las arañas que habitan en zonas de arbustos lo hacen en la parte inferior de una planta que sobresale de la arena abierta. Se ha descubierto que estos parches de arena abierta son necesarios para que los katipō construyan sus telarañas, ya que las plantas que envuelven las dunas de arena en una cubierta densa, como las plantas exóticas como el kikuyu o la hierba búfalo, crean un entorno inadecuado para la construcción de telarañas. Por lo tanto, el katipō prefiere tejer su telaraña entre las plantas de pīngao, ya que el patrón de crecimiento de esta planta deja parches de arena entre cada planta. Así, el viento puede arrastrar insectos y otras presas a través de estos huecos hasta la telaraña. El pasto marram se ha plantado extensamente en Nueva Zelanda para ayudar a estabilizar las dunas de arena y ha sustituido en gran medida al pīngao en muchas zonas. Debido a que la hierba marram crece en una formación muy apretada dejando sólo pequeños espacios entre las tobas, esto hace que sea difícil para el katipō construir una red adecuada para la captura de presas.
Al igual que otras arañas terídido, la telaraña es una maraña desorganizada e irregular de seda de textura fina. Tiene forma de hamaca y está hecha de seda opaca de color blanco amarillento. La telaraña consta de una base ancha con muchos hilos de soporte por encima y por debajo, incluyendo varios hilos tensores pegajosos anclados a restos en la arena. En la parte inferior de la telaraña se construye un refugio en forma de cono, aunque el katipō normalmente se puede encontrar cerca del cuerpo principal de la telaraña. Las plantas en las que construye su telaraña proporcionan soporte y refugio para el nido.

## Distribución

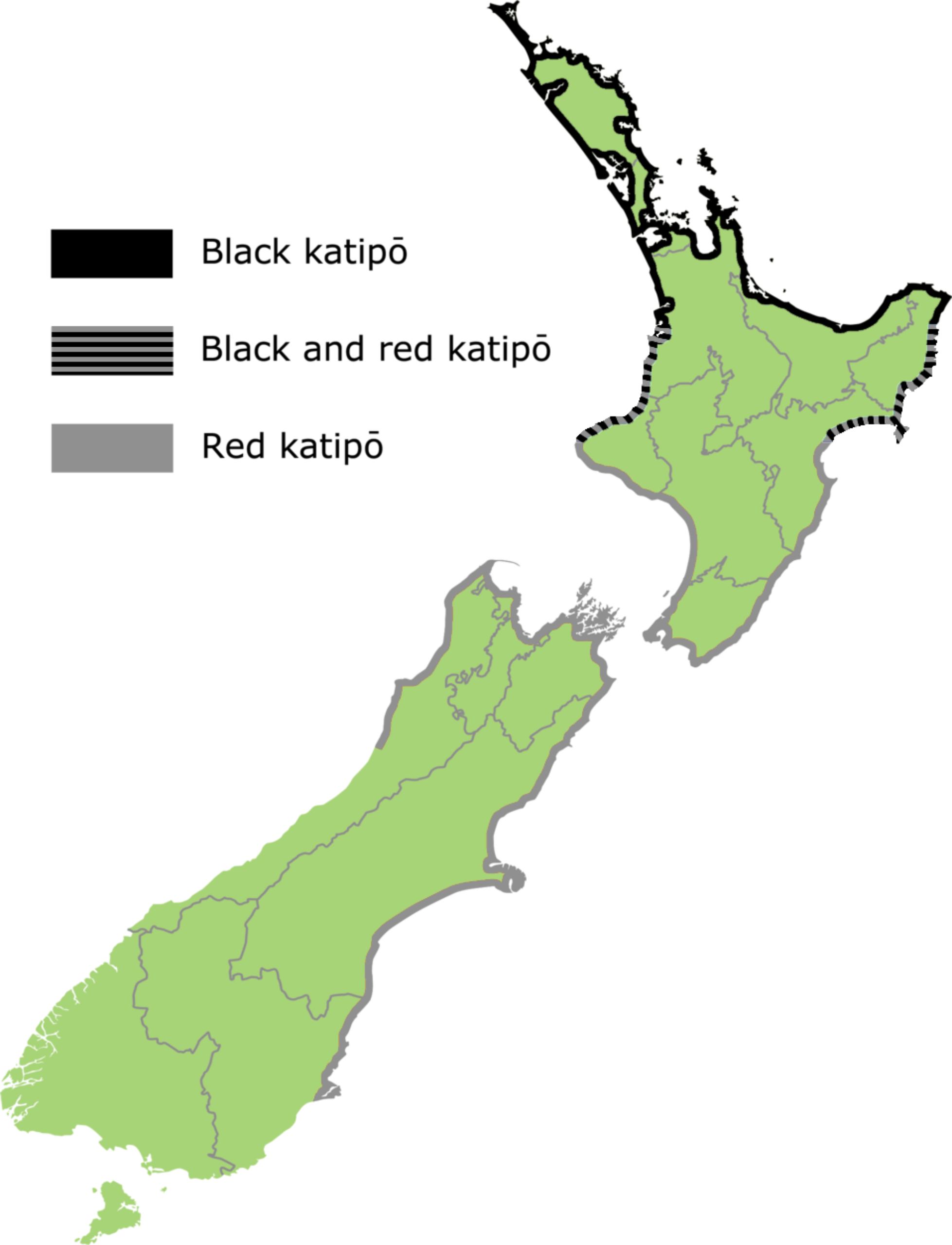
Distribución de las arañas katipō o viuda negra Neozelandesa

El katipō es endémico de Nueva Zelanda. En la Isla Norte se encuentra a lo largo de la costa oeste, desde Wellington hasta Cabo Norte. En la costa este de la Isla Norte se da de forma irregular, sin embargo, es abundante en la Isla de la Gran Barrera. En la Isla Sur se encuentra en regiones costeras al sur hasta Dunedin en la costa este y al sur hasta Greymouth en la costa oeste. Este límite meridional se debe a que el katipō necesita temperaturas superiores a unos 17 °C (63 °F) para mantenerse durante el desarrollo de sus huevos -en las zonas meridionales de Nueva Zelanda suele hacer más frío que esto.
El katipō rojo se encuentra al sur de aproximadamente 39°15′ S (el extremo occidental de Taranaki en la costa oeste, y justo al norte de Waipatiki Beach en Hawke's Bay en la costa este). El katipō negro se encuentra al norte de aproximadamente 38° S (Aotea Harbour, justo al norte de Kawhia en la costa oeste, y Waipiro Bay y justo al sur de Bay of Plenty en la costa este). Ambas formas se encuentran en la zona comprendida entre estas latitudes.

## Comportamiento

### Alimentación
El katipō suele capturar invertebrados terrestres errantes como escarabajos (por ejemplo, Cecyropa modesta) o anfípodos (por ejemplo, Bellorchestia quoyana), pero ocasionalmente puede capturar polillas, moscas y otras arañas. Los katipō pueden capturar insectos mucho más grandes que ellos. Estos insectos más grandes a menudo se enredan en la telaraña y, en la lucha subsiguiente, la línea de anclaje al suelo de la telaraña se rompe. La elasticidad de la seda hace que la presa quede suspendida a unos centímetros del suelo. El katipō se desplaza entonces hacia la presa, se gira de modo que las hileras queden orientadas hacia el insecto e hila seda sobre él. Como la mayoría de los teridios, los tarsos de las patas traseras tienen una hilera de fuertes cerdas curvadas dispuestas a modo de peine. El katipō las utiliza para recoger seda pegajosa de sus hileras y la lanza sobre el insecto con una serie de rápidos movimientos. Una vez que el insecto está firmemente inmovilizado, la araña lo muerde varias veces, normalmente en las articulaciones, antes de tejer más seda para reforzar la telaraña y, a continuación, administrar un último y largo mordisco que acaba matando al insecto. A continuación, la araña sube la presa a la tela hasta que está lista para comérsela. Si la comida está disponible, es habitual ver cinco o seis insectos colgando de la tela a la espera de ser ingeridos. El comportamiento de caza del macho es similar al de la hembra, aunque puede no ser tan vigoroso debido a su menor tamaño.

### Reproducción
El macho vaga de adulto y en agosto o septiembre va en busca de las telarañas de las hembras para aparearse. El macho entra en la telaraña de la hembra y hace vibrar la seda al acercarse a ella. La hembra suele mostrarse agresiva al principio y ahuyenta al macho de la telaraña. El proceso de cortejo consiste en que el macho menea, arranca y pellizca la telaraña, junto con periodos de aproximación cautelosa y persecución por parte de la hembra. Finalmente, cuando ella se vuelve dócil y le permite acercarse, el macho se acerca a la hembra mientras ella cuelga tranquilamente boca abajo en la telaraña. El macho se mueve sobre su abdomen ventral, golpeándola rápidamente hasta que ella se mueve para alinear su abdomen sobre el de ella. Entonces inserta sus palpos de uno en uno, dejando a la hembra entre cada inserción. La cópula dura entre 10 y 30 minutos. Tras el apareamiento, el macho se retira para acicalarse, lo que hace pasando los palpos y las patas por los colmillos y limpiándoselos por el cuerpo. A diferencia de otras arañas viuda, la hembra no se come al macho.

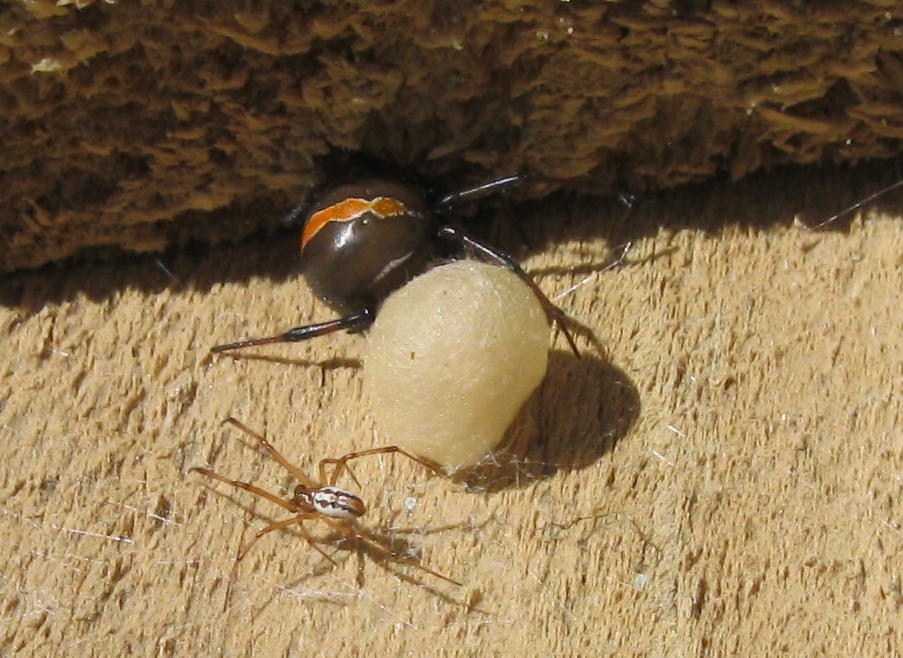
Hembra de katipō con saco de huevos, y macho, en una pingüinera en la playa de Rangaiika.

Las hembras ponen los huevos en noviembre o diciembre. Los huevos son redondos, del tamaño de un grano de mostaza y de color rojo púrpura transparente. Se mantienen juntos en un saco de color crema, redondo, en forma de bola, de unos 12 milímetros de diámetro. La hembra construye cinco o seis sacos de huevos en las tres o cuatro semanas siguientes. Cada saco contiene entre 70 y 90 huevos fecundados. Los sacos de huevos se cuelgan en el centro de la tela de araña y la hembra teje más seda sobre ellos. Con el tiempo, el exterior del saco de huevos puede cubrirse de arena. Tras seis semanas de incubación, durante enero y febrero, eclosionan las arañas jóvenes. Poco se sabe sobre el mecanismo de dispersión que utilizan las arañas jóvenes para alejarse del nido. En un estudio, en el que se observaron arañas durante 24 horas, el 28% utilizó el método del globo, que consiste en que las arañas jóvenes utilizan corrientes de aire para alejarse del nido suspendidas por una sola hebra de tela, mientras que la mayoría, el 61%, utilizó el método del puente, en el que la araña utiliza su seda para desplazarse a plantas cercanas, y el 11% permaneció en el nido. Las crías alcanzan la madurez en la primavera siguiente.
La estrecha relación entre el katipō y el redback se pone de manifiesto al aparearse. Un macho de espalda roja es capaz de aparearse con éxito con una hembra de katipō produciendo una descendencia híbrida. Sin embargo, un katipō macho no puede aparearse con la hembra de espalda roja, ya que el katipō macho es más pesado que el macho de espalda roja, y cuando se acerca a la telaraña desencadena una respuesta depredadora en la hembra que lleva a que el macho sea devorado antes de que se produzca el apareamiento. Existen pruebas de mestizaje entre katipō y espalda roja en estado salvaje.

## Depredadores
El katipō solo tiene un depredador directo conocido: se ha observado una pequeña avispa nativa no descrita de la familia Ichneumonidae alimentándose de huevos de katipō.

## Disminución de la población
El katipō es una especie en peligro de extinción desde hace poco tiempo. Se calcula que sólo quedan unos pocos miles de katipō en unas 50 zonas de la Isla Norte y ocho de la Isla Sur, por lo que es más raro que algunas especies de kiwi. Varios factores han contribuido a su declive; los principales parecen ser la pérdida de hábitat y la disminución de la calidad del hábitat restante. La interferencia humana en su hábitat natural se viene produciendo desde hace más de un siglo, tras la colonización europea. La modificación de las dunas costeras como consecuencia de la agricultura, la silvicultura o el desarrollo urbano, junto con actividades recreativas como el uso de buggies de playa, vehículos todoterreno, paseos a caballo por la playa y la recogida de madera a la deriva han destruido o modificado las zonas donde vive el katipō. La introducción de muchas plantas exóticas invasoras también ha contribuido a la disminución del hábitat adecuado.

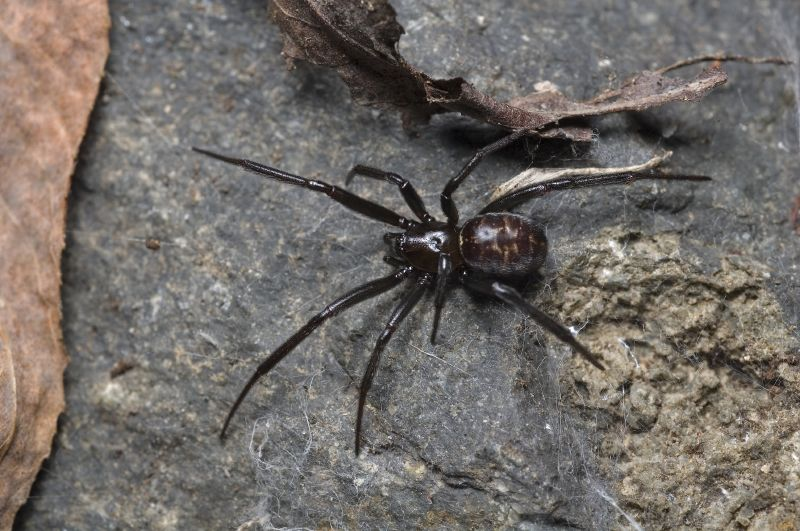
Steatoda capensis, el falso katipō.

Las arañas foráneas han colonizado zonas en las que queda un hábitat adecuado. La principal colonizadora es la araña sudafricana Steatoda capensis. Fue reportada por primera vez en la década de 1990 y puede haber desplazado al katipō a lo largo de la costa oeste de la Isla Norte, desde Wellington hasta Whanganui, aunque tanto el katipō como S. capensis han sido encontrados compartiendo los mismos sistemas de dunas o incluso coexistiendo bajo el mismo trozo de madera a la deriva, lo que sugiere que las dos especies pueden coexistir en hábitats similares. Es posible que el desplazamiento del katipō por S. capensis se deba a su capacidad para recolonizar zonas de las que el katipō había sido desplazado tras tormentas u otras modificaciones de las dunas. Además, S. capensis se reproduce durante todo el año, produce más crías y vive en una mayor variedad de hábitats, lo que conlleva una mayor presión sobre el katipō. El S. capensis también pertenece a la familia Theridiidae y comparte muchas de las características del katipō. Es de tamaño, forma y coloración general similares, pero carece de la franja roja en el dorso y puede tener algo de rojo, naranja o amarillo en el abdomen. Debido a estas similitudes, en Nueva Zelanda se le conoce comúnmente como «falso katipō».
En 2010, el katipō fue una de la docena de especies de invertebrados anteriormente desprotegidas a las que la Ley de Vida Silvestre de 1953 otorgó protección total, señaladas como «icónicas, vulnerables a daños y en grave declive». Según esta ley, matar a una especie absolutamente protegida como el katipō se castiga con una multa o incluso con penas de cárcel.

## Toxicología
El katipō tiene veneno de importancia médica para los humanos, aunque las mordeduras son raras. La incidencia de mordeduras es baja, ya que es una araña tímida y no agresiva. Su estrecha área de distribución, la disminución de su población y la conciencia humana de dónde viven hacen que los humanos rara vez se encuentren con katipō. La katipō solo morderá como último recurso; si es molestada, la araña normalmente se replegará en una bola y se dejará caer al suelo o se retirará a la cubierta más cercana. Si la amenaza continúa, la araña puede lanzar seda contra la interferencia. Si se la sujeta de alguna manera o se la mantiene contra la piel, como si está enredada en la ropa, la araña morderá a la defensiva. Sin embargo, si la hembra está con un saco de huevos permanecerá cerca de él y a veces se moverá ofensivamente para morder cualquier amenaza.
Las mordeduras de la araña katipō producen un síndrome conocido como latrodectismo. Se cree que el veneno de todas las arañas Latrodectus contiene componentes similares, siendo la neurotoxina α-latrotoxina el principal agente responsable.  La mayoría de las mordeduras son causadas por arañas hembra; el macho katipō se consideraba demasiado pequeño para causar envenenamiento sistémico en humanos. Sin embargo, se han registrado mordeduras de arañas macho de espalda roja, lo que sugiere que las arañas Latrodectus macho pueden causar envenenamiento en humanos. Las mordeduras de arañas macho son mucho menos frecuentes que las de las hembras, quizá debido a que sus mandíbulas son más pequeñas que las de las hembras, o a que carecen de veneno de potencia similar o son incapaces de administrar una mordedura eficaz. Las leyendas maoríes recuerdan muchas muertes, la última de las cuales parece haber sido la de una niña maorí que, según el misionero Thomas Chapman, murió aproximadamente en 1849.  Aunque en los registros del siglo XIX o de principios del XX había noticias de mordeduras graves de katipō, desde entonces no se ha informado de ninguna otra víctima mortal por mordedura de araña en Nueva Zelanda. La víctima mortal más reciente parece haber sido en 1901, según se informó en el Evening Post el 25 de septiembre de ese año: «AUCKLAND, Este Día. El Sr. George Twidle, de 47 años, hijo del Sr. George Twidle de Pukekohe, fue mordido por una araña katipo el 16 de septiembre. Se le hinchó el brazo y sufrió grandes dolores hasta el sábado pasado, cuando murió. Deja viuda y varios hijos". Las mordeduras de katipo más recientes de las que se tiene constancia (a fecha de 2016) fueron a un turista canadiense en 2010 y a un piragüista en 2012.

### Síntomas
Las características clínicas del latrodectismo son similares para todas las especies de arañas Latrodectus. Generalmente se caracteriza por un dolor extremo. Inicialmente, la picadura puede ser dolorosa, pero a veces sólo se siente como un pinchazo de alfiler o una leve sensación de quemazón. Al cabo de una hora, las víctimas suelen desarrollar un dolor local más intenso con sudoración local y, a veces, piloerección (piel de gallina). El dolor, la hinchazón y el enrojecimiento se extienden desde el lugar de la picadura. Con menor frecuencia, el envenenamiento sistémico se anuncia por la inflamación o sensibilidad de los ganglios linfáticos regionales; las características asociadas incluyen malestar, náuseas, vómitos, dolor abdominal o torácico, sudoración generalizada, dolor de cabeza, fiebre, hipertensión y temblor. Las complicaciones poco frecuentes incluyen convulsiones, coma, edema pulmonar, insuficiencia respiratoria o infección cutánea localizada. La duración de los efectos puede variar de unas horas a días, y en algunos casos el dolor intenso persiste durante más de 24 horas tras la mordedura.

### Tratamiento
El tratamiento se basa en la gravedad de la mordedura; la mayoría de los casos no requieren atención médica, y los pacientes con dolor localizado, hinchazón y enrojecimiento normalmente sólo requieren la aplicación local de hielo y analgésicos de rutina. Se recomienda la evaluación hospitalaria si la analgesia simple no resuelve el dolor local o si se presentan características clínicas de envenenamiento sistémico. En las mordeduras más graves, se puede administrar antiveneno de lomo rojo. El antiveneno de lomo rojo también puede neutralizar el veneno de katipo, y se utiliza para tratar el envenenamiento por Latrodectus katipo en Nueva Zelanda. El antídoto suele aliviar los síntomas del envenenamiento sistémico y está indicado en cualquier persona que sufra síntomas compatibles con el envenenamiento por Latrodectus. A diferencia de otros antivenenos, no se limita a pacientes con signos de envenenamiento sistémico grave. Las indicaciones particulares para el uso del antiveneno son dolor local y luego generalizado, sudoración o hipertensión. Sin embargo, se carece de pruebas sólidas que respalden la eficacia de los antídotos contra la araña viuda y los estudios han arrojado algunas dudas sobre la eficacia de los antídotos en el latrodectismo. Pueden ser necesarios agentes analgésicos, como opiáceos parenterales o benzodiacepinas, como agentes adyuvantes.